# Дрифтер

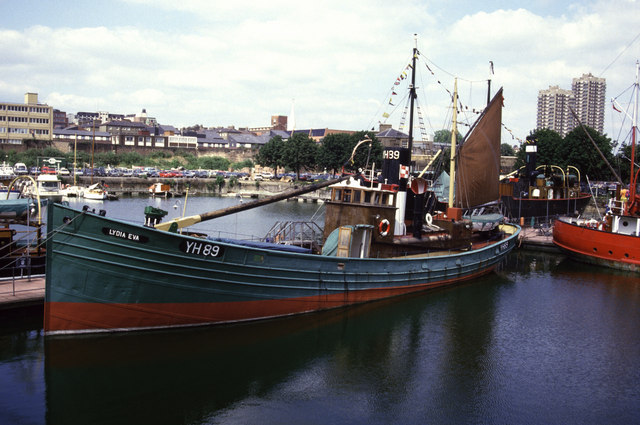
Дрифтер «Lydia Eva»

Дри́фтер (від англ. drift — «дрейф») — невеликий рибальський човен, що призначений для вилову риби дрифтерними сітками (дрифтерного лову). Сітки мають розміри заввишки від 3 до 15 м і довжиною до 4500 м і вільно плавають після їх закидання.
Особливість архітектури таких човнів — низький надводний борт і вільна палуба у носовій частині для механізмів, що вибирають сітки. Дрифтер має розмір малих або середньотонажних човнів.

## Галерея

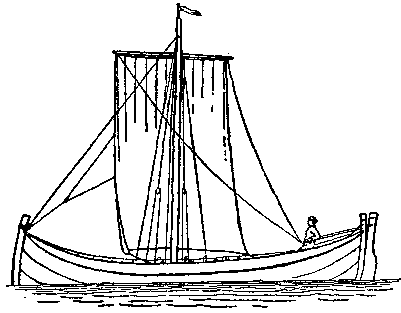
Скандинавський дрифтер для вилову оселедців, 1200 рік
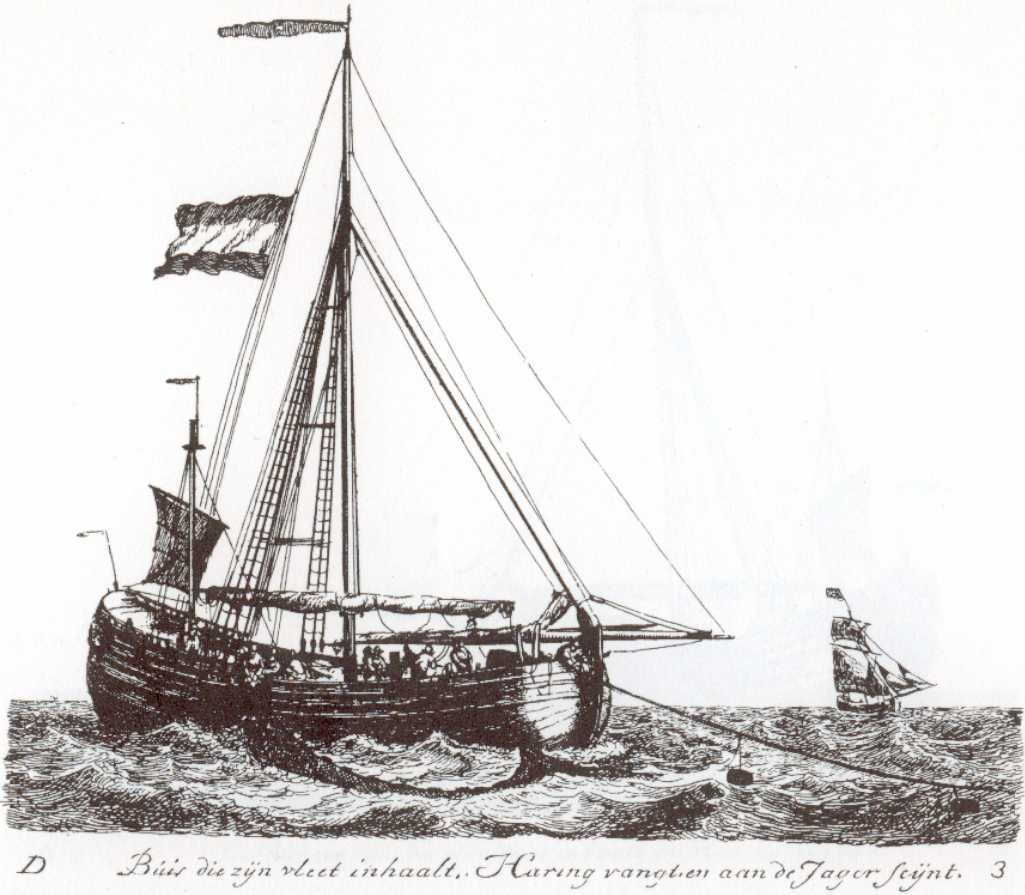
Нідерландський бот дрифтер для вилову оселедів, що затягує дрифтерну сітку на борт, 1600 рік
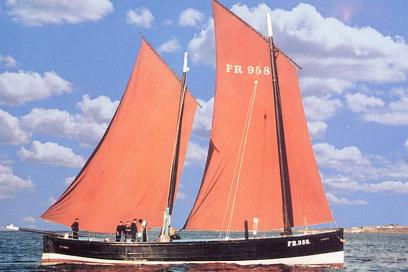
Reaper[en] — реконструкція дрифтерного човна фіфі[en]. Фіфі використовувалися шотландцями з 1850-тих до початку XX століття.